# 安東 (安東區)

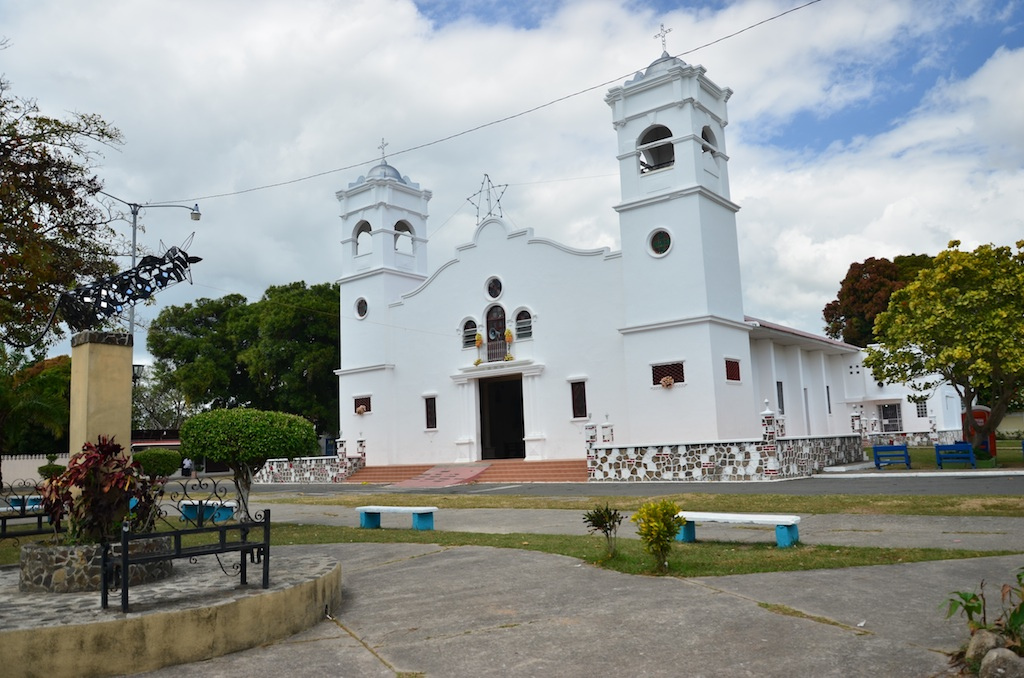
安东當地的教堂

安东（西班牙語：Antón），是巴拿馬的城鎮，位於該國中部，由科克萊省的安東區負責管轄，面積106.3平方公里，海拔高度28米，2010年人口9,790，人口密度每平方公里92.1人。